# Saint-Marcel-lès-Annonay
Saint-Marcel-lès-Annonay – miejscowość i gmina we Francji, w regionie Owernia-Rodan-Alpy, w departamencie Ardèche.
Według danych na rok 1990 gminę zamieszkiwały 1 152 osoby, a gęstość zaludnienia wynosiła 69 osób/km² (wśród 2880 gmin regionu Rodan-Alpy Saint-Marcel-lès-Annonay plasuje się na 706. miejscu pod względem liczby ludności, natomiast pod względem powierzchni na miejscu 667.).